# Campagne d'Anvers (révolution belge)
Ne doit pas être confondu avec Combats d'Anvers (1830).
Guerre belgo-néerlandaise
Batailles
Bataille de Lierre
Bataille de Walem
Bataille de Berchem
Bataille de Wilrijk
Bataille de Borgerhout
Combats d'Anvers
La campagne d'Anvers désigne une série d'évènements et de batailles de la guerre belgo-néerlandaise, s'inscrivant dans la révolution belge à la suite des Journées de Septembre. Les insurgés belges poursuivent en effet l'armée néerlandaise sur une ligne allant de Bruxelles à Anvers et les repoussent hors de la frontière entre la Belgique et les Pays-Bas, après que celle-ci ait déclaré son indépendance du royaume uni des Pays-Bas le 4 octobre 1830.
Elle débute le 28 septembre 1830 au lendemain de la victoire des Quatre Jours de Bruxelles et s'achève officiellement lorsque le premier armistice prend effet le 20 décembre de la même année, bien que d'autres combats et escarmouches eurent encore lieu dans la région par la suite.

## Contexte

### Révolution belge

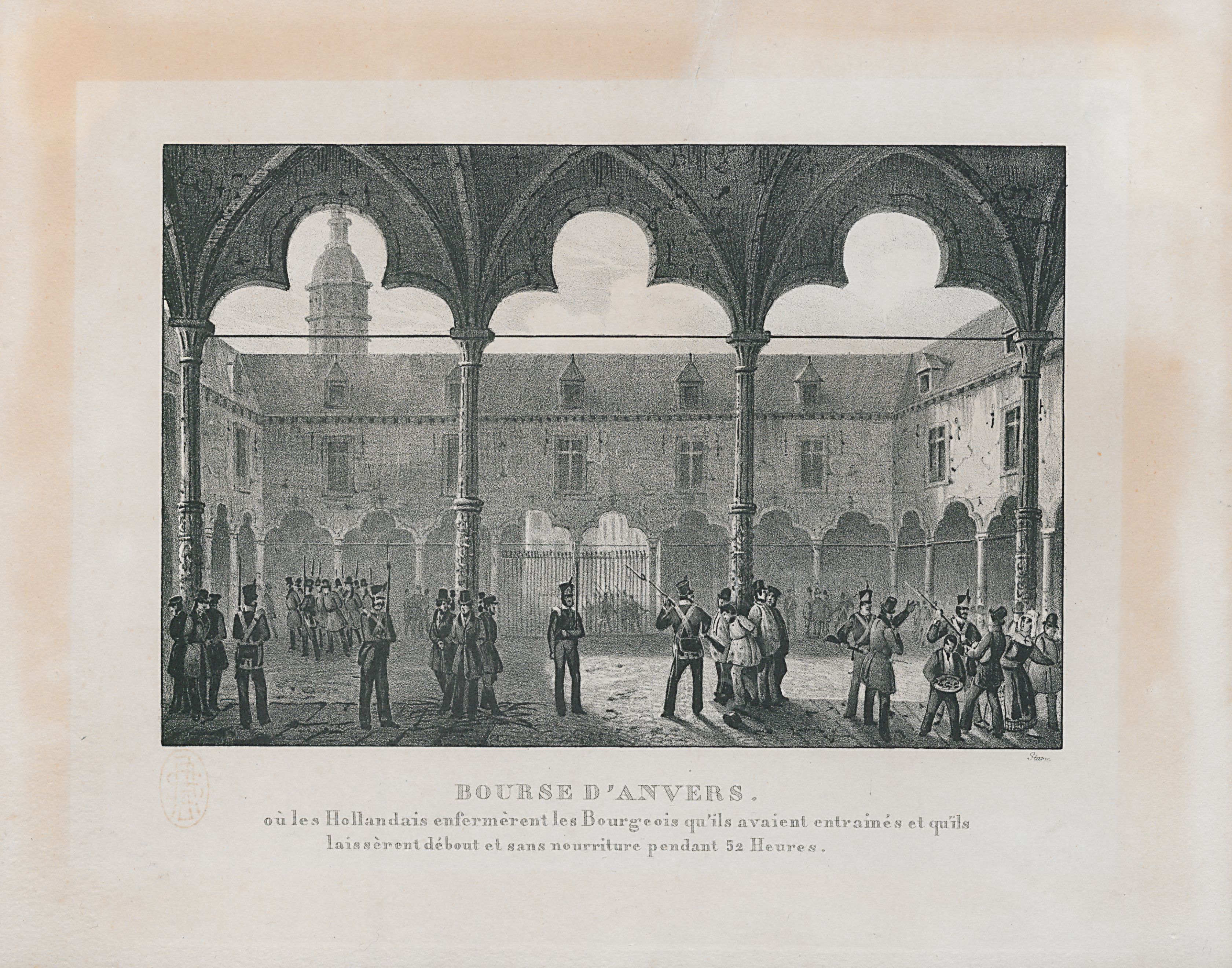
La garde bourgeoise d'Anvers enfermée dans la bourse d'Anvers.

En 1830, le royaume uni des Pays-Bas, dirigé par le roi Guillaume Ier, est secoué par la révolution belge, qui éclate avec les émeutes d'août 1830 à Bruxelles et se propage dès le lendemain à l'ensemble des provinces du sud et à l'étranger, sous la forme de l'insurrection de 1830 dans les Pays-Bas méridionaux. Si des mouvements populaires se produisent un peu partout, ils sont plus rapidement matés dans les quatre province flamandes, bien que ce soit à Anvers et à Bruges que le premier sang belge coule pour la première fois hors de Bruxelles, dès le 28 août. Louvain sera, quant à elle, la première ville belge à chasser sa garnison dès le 2 septembre, mais les troubles en « province » prennent initialement plus d'ampleur dans le Hainaut ainsi que dans la province de Liège, tout particulièrement à Ath, Liège, Mons, ou encore Verviers.

### Anvers et sa province en 1830

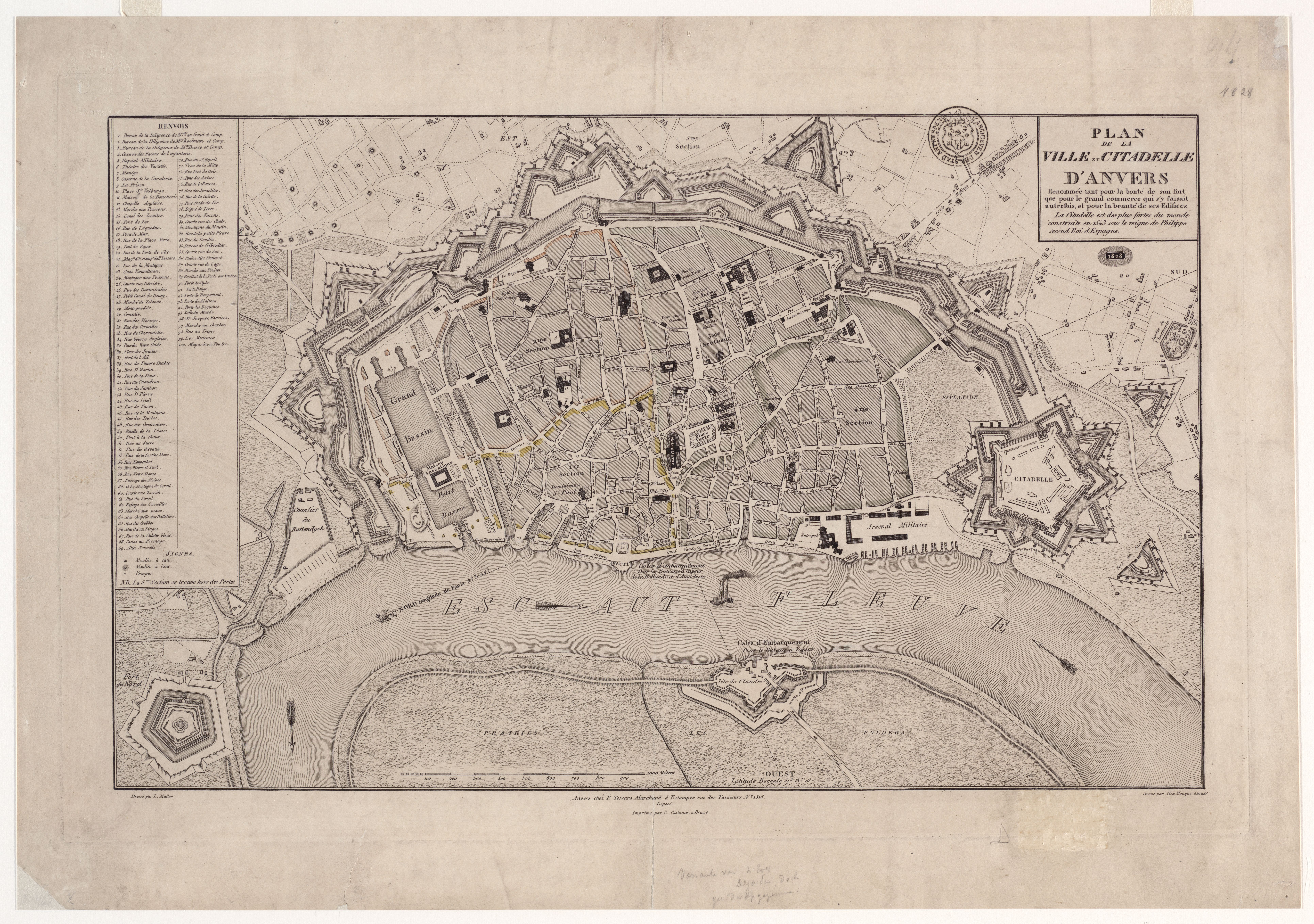
La ville d'Anvers, son enceinte médiévale et sa citadelle (à droite), en 1828.

Lorsque la révolution belge éclate, Anvers est l'une des grandes villes du royaume uni des Pays-Bas et la troisième ville la plus peuplée des huit provinces du sud, derrière Bruxelles et Gand, avec près de 100 000 habitants. C'est un centre économique majeur, particulièrement grâce à son port historique sur l'Escaut qui donne un accès direct à la mer du Nord, mais aussi grâce à ses nombreuses industries. Elle dispose d'une population ouvrière importante ainsi qu'une bourgeoisie, à l'époque francophone, qui se range initialement du côté du orangiste, prônant l'union du royaume uni des Pays-Bas et craignant de perdre les bénéfices énormes du commerce avec l'empire colonial néerlandais en cas de séparation. Chef-lieu de la province d'Anvers, elle abrite les autorités et le gouverneur provincial, Alexandre François Ghislain van der Fosse fervent partisan du roi tout comme le bourgmestre bourgmestre, Willem Andreas de Caters. C'est au palais royal d'Anvers que les fils du roi, Guillaume et Frédéric, envoyés pour tenter de reprendre le contrôle de la situation, vont loger puis établir leur quartier général. Anvers est également le siège du 4e « grand commandement » de l'armée néerlandaise placé sous le commandement du général David Chassé tandis que la citadelle d'Anvers abrite une garnison de 8 000 hommes appartenant à la 15e afdeeling des forces armées du Royaume uni des Pays-Bas. Proche de ce qui deviendra la frontière entre la Belgique et les Pays-Bas, la ville est donc un un point stratégique majeur, tant militaire, qu'économique ou démographique, mais elle est particulièrement bien défendue. Cela n’empêche pas les troubles d’éclater en ville dès le 27 août, poussant les autorités à mettre sur pied la garde bourgeoise d'Anvers.
Les autres villes de la province demeurent d'abord relativement calmes, bien que l'on note une révolte d'ouvriers de l'usine de textile De Heyder en Co (nl) à Lierre.  

### Journées de Septembre

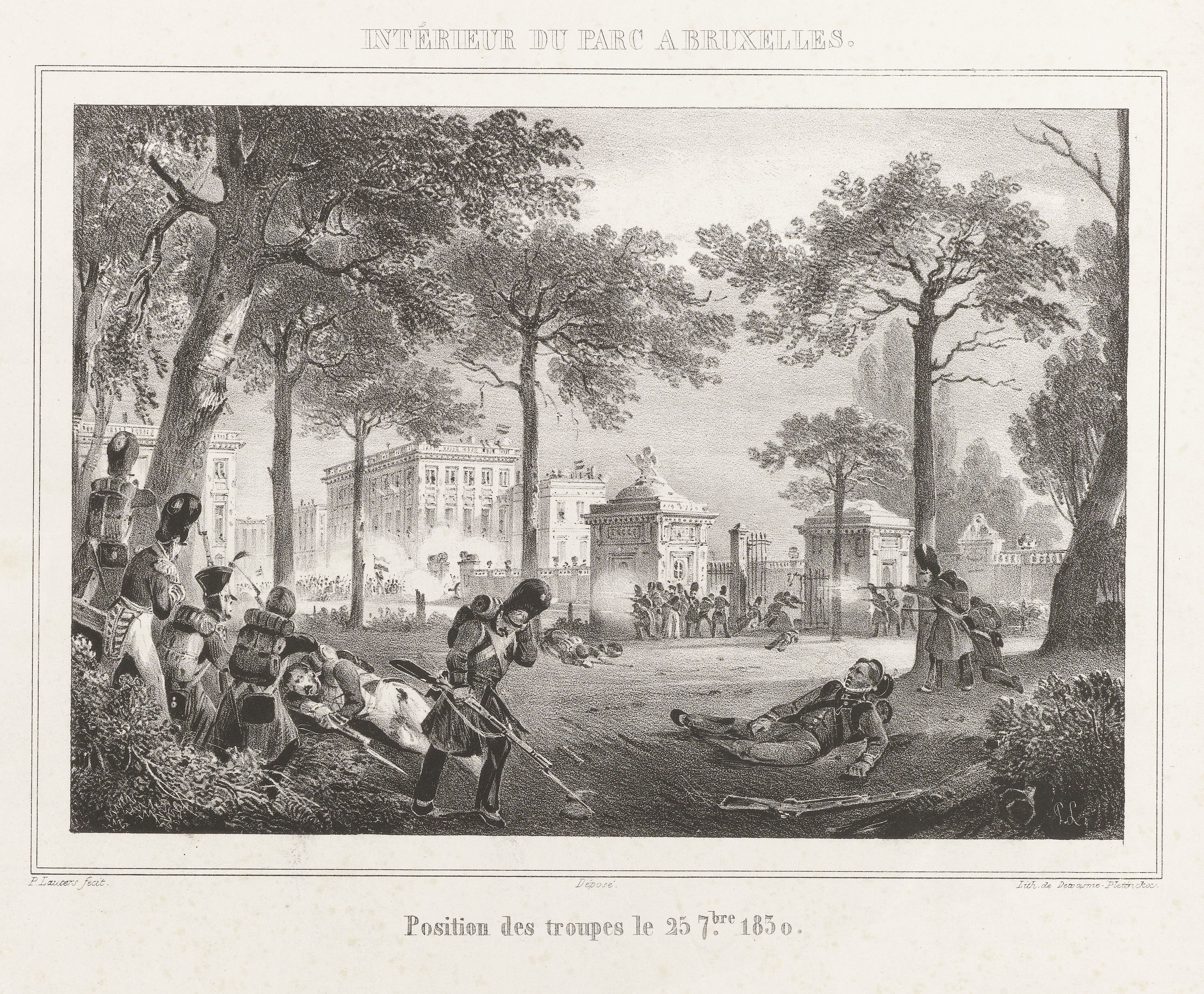
L'armée mise en échec et prise au piège dans le parc de Bruxelles lors des Journées de Septembre.

Tout s'accélère avec les Journées de Septembre, lorsque l'armée, menée par le fils du roi, le prince Frédéric, attaque Bruxelles et Louvain dès le 23 septembre, dans le but de reprendre le contrôle des Pays-Bas méridionaux. L'action est mise en échec par la résistance farouche des volontaires belges, venus de partout pour défendre les deux villes. Dans la capitale, les troupes sont contraintes d'évacuer le parc de Bruxelles dès le 27 septembre 1830, mettant fin aux Quatre Jours de Bruxelles avec un retentissement énorme dans tout le pays, au vu de l'importance stratégique de Bruxelles. Dans la province du Brabant, le général Ghisbert Martin Cort Heyligers est mis en déroute lors des combats de Louvain et dans sa tentative de prendre Tirlemont, puis est ensuite poursuivi jusqu'à Wavre le 28 septembre.
Cette défaite aussi surprenante qu'inattendue, mène à la déclaration d'indépendance de la Belgique dès le 4 octobre 1830 par le gouvernement provisoire, tout juste mis en place lors des évènements de septembre. Cela gonfle le moral des insurgés belges, venus de partout et réunis en corps francs, qui poursuivent alors l'armée dans le but de repousser les soldats « hollandais » au-delà de ce qui est devenu la frontière entre la Belgique et les Pays-Bas.
Dans le même temps la révolution se militarise partout ailleurs et les forteresses tombent les unes après les autres, bien aidées par les défections des nombreux soldats « belges », contribuant ainsi à gonfler les effectifs des volontaires et à les armer davantage. Ce sont d'abord les places fortes de l'actuelle Wallonie qui capitulent : Ath tombe le 27 septembre, Mons et Tournai le 29, Philippeville le 30, la citadelle de Dinant le 2 octobre, le château de Bouillon le lendemain, la forteresse de Charleroi et la citadelle de Namur le 5 et, finalement, la dernière sera citadelle de Liège,le 6 octobre. C'est dans ce contexte que les villes de Flandre vont à leur tour chasser les « hollandais » de leurs murs, tandis que l'armée des volontaires entamme sa route de « libération » sur trois grands axes :
- la campagne d'Anvers, menée par Charles Niellon et Anne François Mellinet
- la campagne des Flandres vers la Flandre zélandaise, menée par le duc de Pontécoulant
- la campagne du Limbourg vers Maastricht et Venloo, menée par Nicolas Joseph Daine.

### Position des troupes

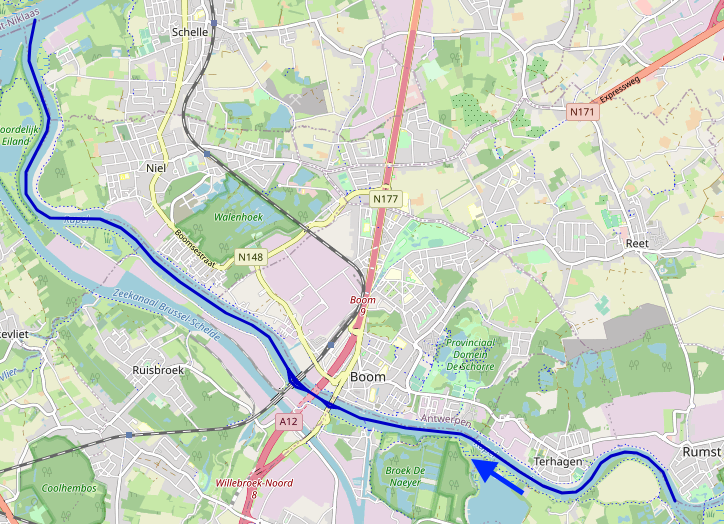
Le Rupel forme une barrière naturelle entre l'Escaut et la Nèthe.

Le 5 octobre 1830, un rapport de Charles Niellon fait état de la position des restes de troupes de l'armée après sa retraite conséquente aux défaites des Journées de Septembre : 

« 1er Corps d'armée du prince Frédéric :
Le quartier général est à Anvers. Entre Willebroek et Boom, se trouvent deux chaloupes canonnières de cinq pièces, et quatre stationnent à Rupelmonde. La 9e division est à Vilvorde. La 10e, les cuirassiers et les dragons sont à Malines. Les grenadiers sont à Contich, les chasseurs à Duffel. La 15e et l'artillerie sont parties de Malines sur Anvers.
Quelques mutations se sont opérées dans le 4e dragons : le colonel Crooy a donné sa démission ; le major Mertens a été mis aux arrêts à Anvers ; le major Thiery, les lieutenants Marneffe, Cassal, Frison, et de Marnix sont envoyés à Berg-op-Zoom (ces officiers étaient les premiers signataires de la déclaration faite au prince Frédéric, par les Belges au service de la Hollande). 
Trois cents hussards du 6e, venant de Loo-Christi, près Gand, ont passé par Boom, se rendant à Anvers. 
Il se trouve à Boom sept cents hommes environ de la cinquième division et trois cents hussards du régiment n°6, le même quia voulu pénétrer dans Bruxelles par la porte de Flandre. 
À Eppeghem, village à une lieue au delà de Vilvorde, le pont de la Senne est retranché et défendu par de l'artillerie; la plus grande partie des troupes qui tiennent la campagne, campe en arrière du pont, le long de la Senne, et communique avec le faible détachement qui se trouve encore à Campenhout. 
La quinzième division est à Lierre. 
Les débris de la neuvième et de la dixième division sont à Anvers. La première division a fait ces jours derniers plusieurs marches et contre marches entre Anvers et Boom. Le prince se défie particulièrement de l'esprit de cette division. Il paraît qu'on voudrait la faire rentrer en Hollande.
2e Corps d'armée du général Kortheiligers :
Le corps d'armée de ce général s'est retiré, en longeant la rive gauche du Demer, entre Hasselt et Maestricht. Suivant toute apparence, il va recevoir là, dans ses cadres, les nombreux Allemands qui se présentent pour soutenir la cause hollandaise. Cette colonne, réunie au corps qui se trouve aux environs de Liège, sera sans doute la colonne d'opération dans les provinces de l'est, et se ménagera probablement une communication par la chaussée de Diest à Arschot avec la colonne d'opération du centre, dont la pointe se trouve à Campenhout et dont le point d'organisation et de cantonnement est entre Anvers et Malines. Toutes les manœuvres que l'on fait actuellement dénotent que le point d'opération de droite s'établira à Termonde, d'où l'on cherchera à contenir les deux Flandres et à y empêcher la nouvelle organisation. Les points dont il faudra s'assurer pour faire avorter tout ce plan de campagne, sont Arschot et Diest, qui forment une ligne importante d'où l'on pourrait paralyser toutes les opérations. Cette dernière ville surtout a besoin d'une organisation administrative qui communique un peu plus d'élan au pays qui l'environne.
Nos places fortes se soumettent successivement à l'autorité du gouvernement provisoire. La révolution rayonne enfin du centre de nos provinces vers toutes nos frontières. La rapidité de nos succès actuels ne devrait pas cependant nous endormir. L'ennemi devrait être harcelé sans relâche. Il faut qu'une guerre active de partisans s'organise sans retard. En permettant aux Hollandais de retremper leur moral et de se recruter de Prussiens, nous pourrions bien avoir encore à recommencer une lutte terminée dès aujourd'hui si l'on profite énergiquement des premiers succès. Malheureusement, l'intrigue et la soif des places semblent, à l'administration de la guerre, comme dans toutes les nouvelles administrations, faire négliger un peu les choses importantes.
Renseignements pris à Anvers,le 5 octobre 1830. »

## Déroulement

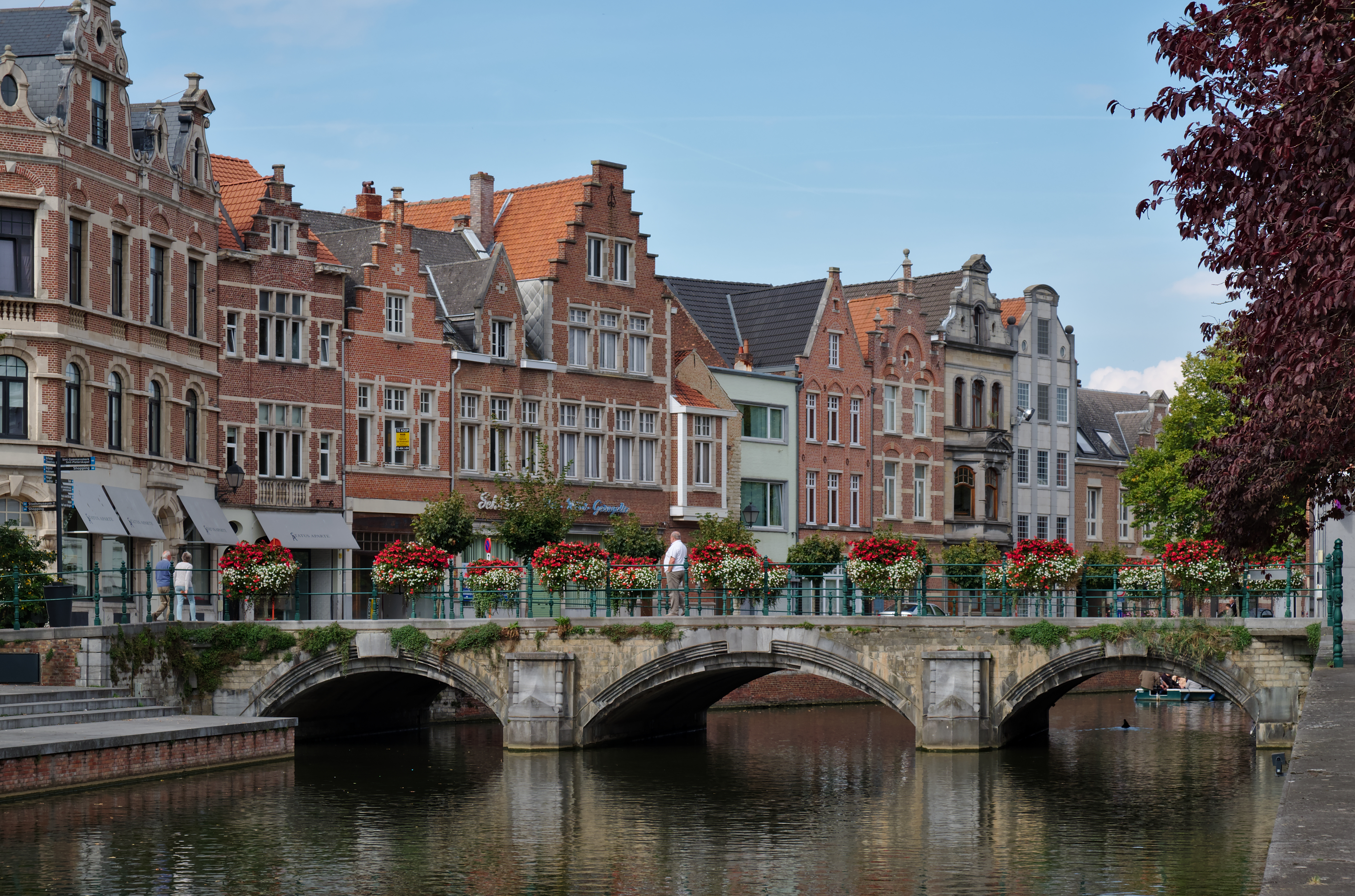
Plusieurs ponts enjambent la Nèthe à Lierre, d'où l'importance stratégique de la ville. (Ici le Hoogbrug).

Si quelques escarmouches se produisent dès la fin septembre 1830, il faut attendre le milieu du mois d'octobre pour que l'armée des volontaires belges, commandée par le général Lambert Nypels, ne rencontre réellement l'armée néerlandaise, commandée par Bernard de Saxe-Weimar-Eisenach. Mi-octobre, celle-ci est retranchée derrière la Dyle, les deux Nèthes, le Rupel et l'Escaut. Ces différents cours d'eau bloquent la route d'Anvers et bordent des villes majeures, telle que Malines. Les seuls ponts sur la Nèthe, permettant de se projeter vers le nord, sont alors situés à Walem, Duffel et Lierre. C'est cette dernière que le général Nypels définit comme objectif du premier corps d'armée, tandis que le second se dirige vers Rumst. Le plan du général est de faire effectuer une diversion vers Aarschot au premier corps, feignant de se diriger vers le Limbourg, avant de virer à gauche et de foncer vers Lierre par Heist-op-den-Berg. Il franchit le Démer le 15 octobre et établit son quartier général à Schriek, en prélude de la bataille de Lierre qu'il remporte le 20. Plus au sud, le deuxième corps doit se diriger vers Malines puis s'emparer d'un autre pont, le pont de Walem (nl), qui est pris le 21 octobre à la suite de la bataille éponyme et permet d'approcher Anvers par le sud. D'autres batailles ont alors lieu à Berchem, Wilrijk ou encore à Borgerhout.
Les combats d'Anvers débutent le 25 octobre et la ville est prise le 27 malgré un terrible bombardement des néerlandais qui fait 85 morts et 120 blessés. Après la prise d'Anvers, l'armée belge est organisée et trois brigades sont formées à partir des volontaires de la campagne d'Anvers :
- La 1re brigade est confiée à Charles Niellon et établit son quartier général à Turnhout ;
- La 2e brigade est confiée au colonel Fonson et établit son quartier général à Wuustwezel ;
- La 3e brigade est confiée à Anne François Mellinet et part renforcer l'armée menant la campagne du Limbourg, plus particulièrement le siège de la forteresse de Maastricht (nl).

## Chronologie
- 30 septembre :

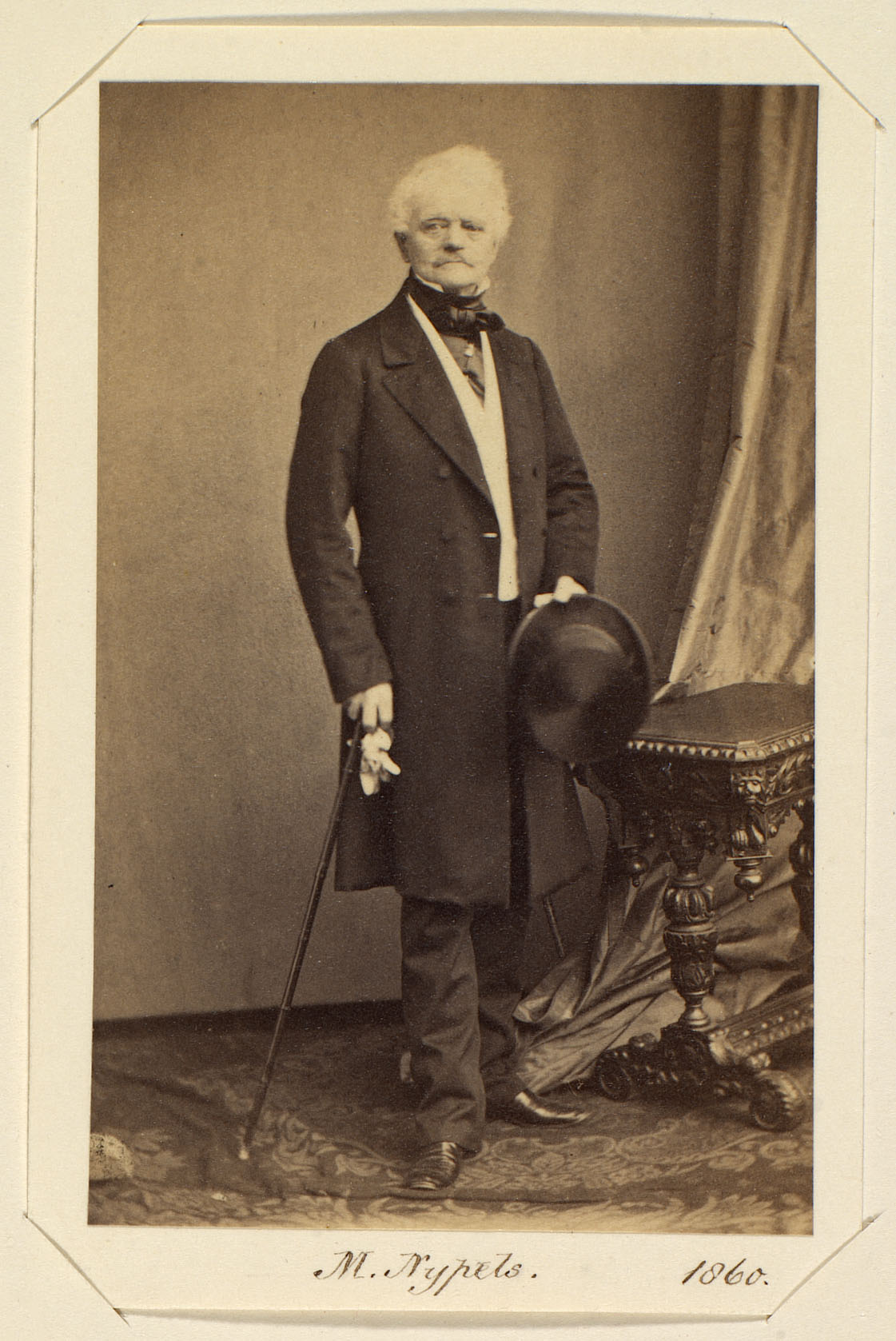
Lambert Nypels succède à Juan Van Halen à la tête des volontaires belges, dès le 5 octobre 1830.

Charles Niellon, commandant du premier corps d'armée.

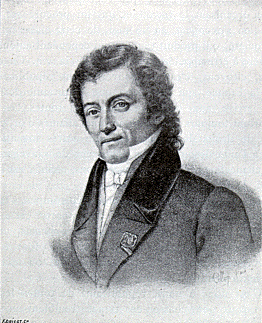
Anne François Mellinet, commandant du deuxième corps d'armée.

  - Vilvorde : une expédition est menée[15] dans cette commune où se trouvait l'ancien état-major du prince Frédéric durant les Quatre Jours de Bruxelles et 70 fusils sont enlevés à l'armée par Adolphe Eyckholt[16].

- 2 octobre : 
  - Eppegem : une expédition est menée lors de laquelle 17 chevaux sont enlevés à l'armée[17] sous le commandement de Charles Lecocq[18], meneurs des volontaires d'Ath et du colonel Moyard[19]. Les derniers campements de l'armée aux alentours de Zemst sont évacués en conséquence.

- 3 octobre :
  - Bruxelles : Le gouvernement provisoire de Belgique demande à Juan Van Halen, alors toujours commandant en chef des volontaires belges, de faire une retraite et de cesser de poursuivre l'armée. Celui-ci obéit mais marque son vif désaccord[19].

- 4 octobre :
  - Bruxelles : le gouvernement provisoire proclame unilatéralement l'indépendance de la Belgique.
  - La Haye : Un arrêté royal est promulgué, disposant que le prince héritier Guillaume devient temporairement le gouverneur des Pays-Bas méridionaux.

- 5 octobre :
  - Juan Van Halen est déchu de sa qualité de commandant en chef et remplacé par le général Lambert Nypels.
  - Anvers : le prince héritier Guillaume arrive en ville pour y prendre son nouveau poste et s'entoure d'une commission consultative afin de l'y aider[20].

- 5 octobre :
  - Bruxelles : le gouvernement provisoire exige une retraite de l'armée au-delà du Moerdijk[21].

- 9 octobre :
  - Bruxelles : L'armée des volontaires reçoit l'ordre du gouvernement provisoire d'entrer en campagne vers Anvers. Pour ce faire, elle est divisée en deux corps d'armée composés initialement d'environ 900 hommes et quatre canons de 6 livres chacun[11]. Le premier est initialement sous le commandement du colonel Pierre-Joseph Parent et doit se porter sur Lierre, tandis que le second, sous les ordres d'Anne François Mellinet se dirige vers Rumst avec Malines pour première étape.
  - Cortenbergh : le premier corps d'armée, en route pour Louvain en guise de première étape, accroche les restes de la garnison de la citadelle de Namur qui tentent de rejoindre leurs lignes après la capitulation de celle-ci[11].

- 13 octobre :
  - Louvain : Le colonel Parent est démis de ses fonctions et remplacé par Charles Niellon, nommé lieutenant-colonel pour l'occasion[22]. Il dirige alors sa troupe vers Aarschot puis Lierre et est rejoint en route par Frédéric de Merode et des corps de volontaires venus de la Campine.

- 14 octobre : 
  - Werchter et Wespelaar : les volontaires de Louvain sous le commandement d'Henri-Louis Peemans attaquent l'armée néerlandaise en déroute et la force à la retraite[23].

- 15 octobre : 
  - Malines : en prémices de la prise de la ville, plusieurs postes de garde sont désarmés par quelques volontaires sous l'égide de Pierre-Antoine Verstappen, alors que le prince d'Orange passe en revue l'armée néerlandaise[24].

- 16 octobre :
  - Lierre : la ville se révolte après l'appel aux armes de Ferdinand Cools[25]. Les insurgés ouvrent les portes de la ville à l'armée de Charles Niellon qui en approchait, provoquant la capitulation de la garnison commandée par le comte de Lens et des trois bataillons d'infanterie et de deux escadrons de hussards[26]. Profitant de l'évènement, 200 soldats belges désertent et rejoignent l'armée des volontaires[27].

- 17 octobre :
  - Anvers : Une insurrection éclate, le peuple anversois tente de prendre la porte de Malines et la porte de Bruxelles, sans succès. On déplore plusieurs morts[28].
  - Duffel, deux escadrons de hussards fuient devant l'arrivée d'une quinzaine de volontaires belges avec, à leur tête, Herman Kessels et ses fils[29]. Alerté, le reste de l'armée contre-attaque et fait une dizaine de morts et plusieurs prisonniers[30].
  - Emblem : les soldats tentent de prendre position dans le village mais sont repoussés[31].
  - Malines : le drapeau de la Belgique est arboré par Pierre-Joseph Selderslaghs, alors que l'armée occupent toujours la ville, commandée par le général Ghisbert Martin Cort Heyligers[32].

- 18 octobre :

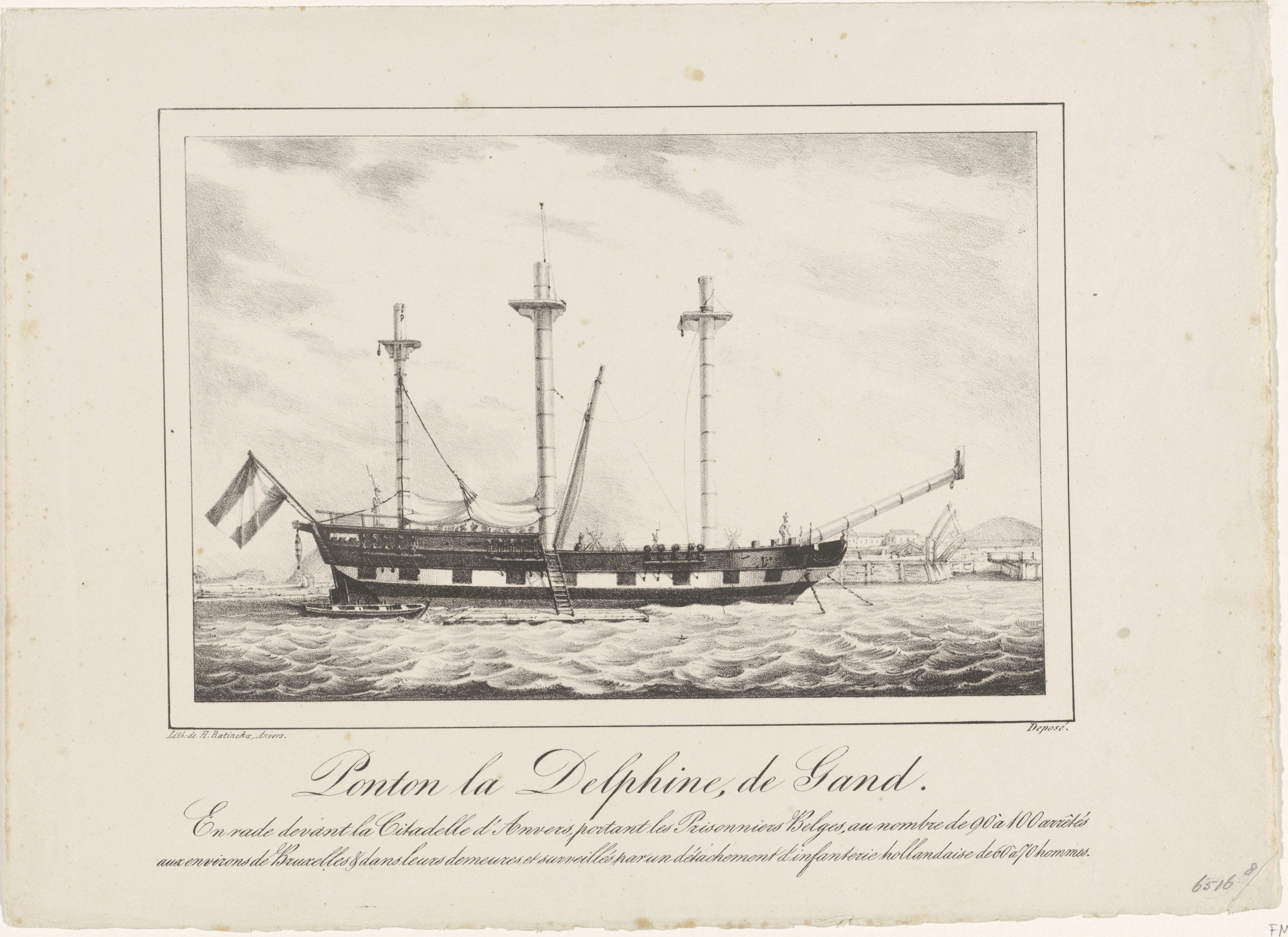
Le ponton La Delphine, où sont retenus de nombreux combattants fait prisonniers lors des Quatre Jours de Bruxelles.

- - Anvers : les prisonniers des Quatre Jours de Bruxelles, dont Charles-Joseph Pletinckx et Édouard Ducpétiaux, maintenus en détention sur le ponton La Delphine sont remis en liberté sur ordre du Prince Guillaume[33].
  - Début de la bataille de Lierre.
  - Malines : l'armée évacue la ville dans la nuit[34].

- 19 octobre :
  - Anvers : le général néerlandais David Chassé, commandant la place depuis la citadelle d'Anvers, met la ville en état de siège[33].
  - Baerle-Duc : expédition menée par Gérard Bervoets avec une dizaine d'autres volontaires lors de laquelle un détachement de cuirassiers est mis en fuite et 16 chevaux sont capturés[35].
  - Bruxelles : le prince héritier Guillaume propose un cessez-le-feu au gouvernement provisoire de Belgique, qui le refuse[36].
  - Diest : la ville se révolte sous l'égide de son bourgmestre, Jan Schenaerts[37].
  - Lisp : le village, entouré de soldats de l'armée, est libéré par les volontaires belges commandés par Pierre-Joseph Van den Gheyn[38].

- 20 octobre :
  - Début de la bataille de Walem
  - Boechout : combats entre les volontaires belges et l'armée néerlandaise[39].
  - Duffel : une partie de l'armée envoyée pour reprendre le contrôle de la ville, change de camp et rejoint les volontaires belges sur l'exemple d'Hippolyte Stevens[40].
  - La Haye : Mécontent de l'attitude de son fils, le roi Guillaume Ier le désinvestit de ses pouvoirs de gouverneur temporaire et remet le contrôle des « provinces du sud », devenues la Belgique, au général Chassé[41].
  - Malines : l'armée des volontaires entre en ville[42].
  - Willebroek : une détachement commandé par Joseph Fleury-Duray prend possession du village et de la rive gauche du Rupel[43].

- 21 octobre :

- - Prise du pont de Walem (nl), sur la Nèthe.

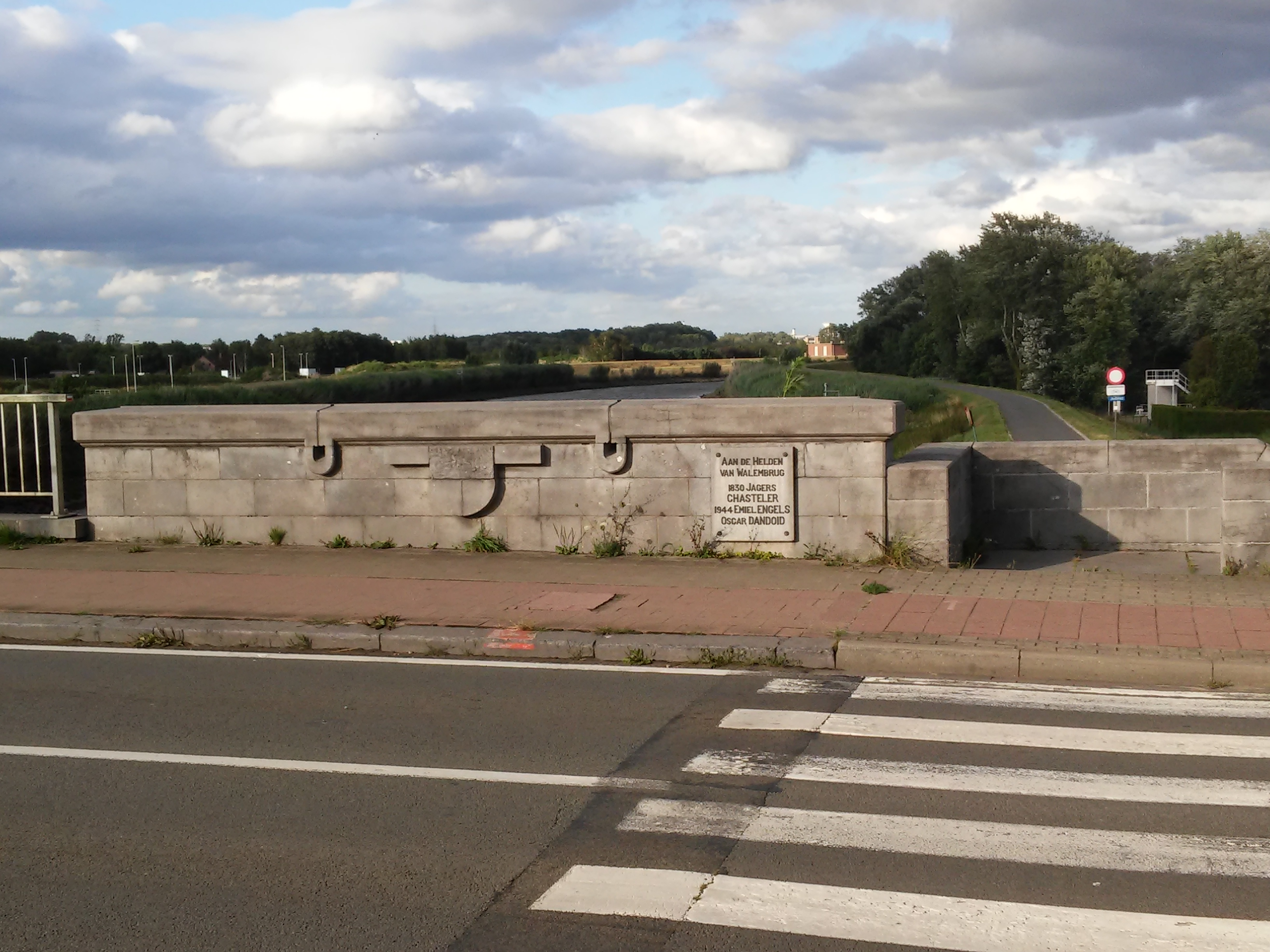
Plaque commémorative de la bataille de Walem sur le.

  - Vremde : accrochage entre une troupe de reconnaissance belge et l'arrière garde de l'armée dans le cadre de la fin de la bataille de Lierre.

- 22 octobre :
  - Aartselaar : les volontaires dirigés par François Leclercq attaquent l'armée[18].
  - Boom : La révolte éclate, menée par Jean-François Verrept qui créée un corps de volontaires[44]. Le bataillon de la 7e afdeeling évacue la ville et permet aux hommes du lieutenant-colonel Fleury-Duray de s'emparer de la prison de Saint-Bernard, où 125 soldats belges prisonniers rejoignent les insurgés à la suite de la reddition du major Follen, commandant la place avec ses 200 hommes[45].
  - Contich : Le deuxième corps accroche l'arrière-garde de l'armée à Waerloos puis la poursuit jusqu'à Contich[46], où il est arrêté par de violents combats entre les belges dirigés par Théodore Schlexer et un peloton de lanciers, faisant plusieurs blessés[47].
  - Vieux-Dieu : les volontaires basés à Lierre et commandés par Frédéric de Merode, lancent une attaque sur le quartier général de l'armée situé dans le village. Ils essuient une charge de lanciers, la repoussent puis l'artillerie belge ouvre le feu préalablement à une charge générale qui permet de pénétrer dans le village[48]. La retraite vers Lierre est ensuite sonnée.

- 23 octobre :
  - Vieux-Dieu : Les deux corps d'armée font jonction à l'approche du village[46] et y attaquent l'ennemi, qui y avait repris position. Les combats durent 4 h[49] et les belgs prennent définitivement possession de la place située à quelques encablures d'Anvers.

- 24 octobre :
  - Bataille de Berchem
  - Bataille du château de Werbrouck, menée principalement par la légion belge-parisienne[49] et les chasseurs de Bruxelles[1], qui s'en emparent.

- 25 octobre :

Plusieurs tableaux représentant les combats d'Anvers.

- - Anvers : début des combats à l'intérieur de la ville, à l'initiative de Frans-Lodewijk Van den Herreweghe, Jean-Louis Delin et Jean-Dominique Van der Beken[50],. Ils s'emparent de l'hôtel de ville d'Anvers, puis de la Meir et du palais royal d'Anvers avant d'attaquer les portes de l'enceinte de la ville les jours suivants[51]. Le Prince Guillaume s'enfuit vers les Pays-Bas.
  - Bataille de Wilrijk[52]
  - Hoogstraten : les forces néerlandaises évacuent la ville à l'approche des volontaires de Turnhout, sous la conduite de Jacques-François Dillen[53].
  - Turnhout : Joseph De Croon fait arborer le drapeau belge[54].

- 26 octobre :
  - Bataille de Borgerhout
  - Burcht : Les bruxellois sous les ordres du capitaine Duvivier prennent place à cet endroit sur la rive gauche de l'Escaut[55].
  - Kiel (nl) : Les corps francs de Louvain attaque un poste d'une trentaine d'hommes puis prend position dans ce qui était alors un polder au sud d'Anvers[55].

- 27 octobre :
  - Prise et bombardement d'Anvers

- 30 octobre :
  - Convention définitive de cessez-le-feu conclue entre les représentants du gouvernement provisoire de Belgique et le général néerlandais David Chassé, toujours retranché dans la citadelle d'Anvers[56].

- 1er novembre :
  - Prise du fort Ferdinand par quelques volontaires sous le commandement de Jean Van Santen[57].

- 4 novembre :
  - Armistice imposé par la conférence de Londres mais non-respecté par les deux parties.

- 12 novembre :
  - Zundert : une expédition est menée par François Leclercq et le drapeau de la Belgique est arboré dans cette commune de la province néerlandaise du Brabant-Septentrional[18].

- 21 novembre :
  - Bruxelles : le gouvernement provisoire consent à une suspension d'armes sous la pression des puissances étrangères réunies lors de la conférence de Londres[58].
  - Essen : l'armée néerlandaise attaque le village où se trouve une garnison belge en riposte à une incursion à Rosendael[14]. Les combats font 23 morts dans les rangs néerlandais et 6 côté belge[59] en plus d'une petite dizaine de prisonniers[60].

- 15 décembre :
  - Bruxelles : les conditions d'un armistice sont finalement acceptées par les deux parties.

## Victimes

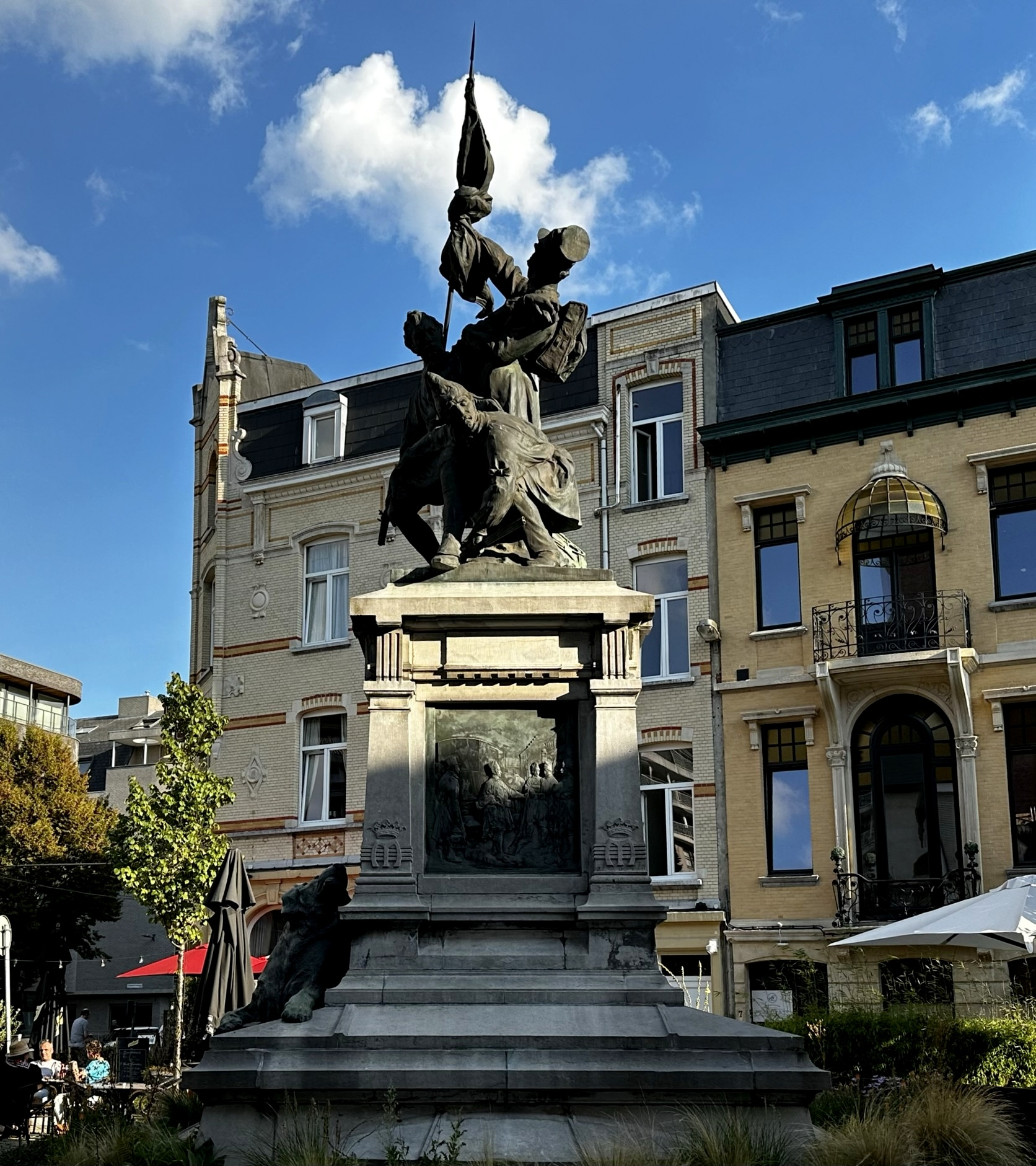
Monument en hommage à Frédéric de Merode, à Berchem.

Plusieurs combattants célèbres perdent la vie lors de la campagne, parmi eux :
- 18 octobre : Jenneval, combattant français auteur des paroles de La Brabançonne, mortellement touché lors de la bataille de Lierre.
- 4 novembre : Frédéric de Merode succombe à ses blessures à Malines, après avoir été grièvement blessé lors de la bataille de Berchem le 24 octobre.